# Les oiseaux se mâchent pour nourrir
Pour plus de détails, voir Fiche technique et Distribution.
Les oiseaux se mâchent pour nourrir (titre original : Life with Feathers) est un film américain réalisé par Friz Freleng, sorti en 1945.
Faisant partie de la série Merrie Melodies, le court métrage est notable pour avoir introduit un chat qui deviendra le fameux Sylvestre le chat. Le titre original parodie le titre de Life with Father (qui sera adapté par la Warner en film en 1947) tandis que le titre français, lui, parodie celui de Les oiseaux se cachent pour mourir.

## Synopsis
Deux oiseaux inséparables bleus sont dans une cage à l'entrée d'une maison. Malgré le nom de leur espèce, la femelle ne supporte plus le mâle et le chasse hors de la cage. Ce dernier, désespéré, cherche le suicide. Il profite de ce que le chat Sylvestre fait le tour des poubelles pour l'inciter à le manger. Mais le chat hésite, le croit empoisonné et l'évite. Alors l'oiseau trouve d'autres moyens de se jeter dans la gueule du chat, comme être caché au fond de sa jatte de lait ou l'envoi par la poste d'un maillet pour se propulser dans la bouche de Sylvestre. Mais le chat empêche ces manœuvres et fume une pipe pour dissuader l'oiseau, et l'enferme dans une bouteille. Sylvestre ingère involontairement l'une des plumes de l'oiseau : il se croit empoisonné. Le perroquet lui administre charitablement un antidote, mais Sylvestre le recrache.
D'autres tentatives suivent, dont se faire passer pour le Père Noël, mais toutes échouent invariablement. Le perroquet espère cependant que sa moitié l'acceptera à nouveau. De retour dans la cage, il apprend par télégramme que celle-ci est partie en voyage chez sa mère. Mais à peine le sait-il qu'il reçoit une coupelle sur la tête, lancée par elle : celle-ci a changé d'avis et est finalement restée. L'oiseau, effrayé, s'échappe et court partout en appelant le chat Sylvestre.

## Fiche technique
Sauf indication contraire, les informations mentionnées dans cette section peuvent être confirmées par la base de données cinématographiques IMDb,  présente dans la section « Liens externes ».
- Titre : Les oiseaux se mâchent pour nourrir
- Titre original : Life with Feathers
- Réalistion : Friz Freleng
- Scénario : Tedd Pierce
- Production : Eddie Selzer (non crédité)
- Musique : Carl W. Stalling, Milt Franklyn (non crédité)
- Montage : Treg Brown
- Animation :
  - Virgil Ross
  - Richard Bickenbach (non crédité)
  - Jack Bradbury (non crédité)
  - Ken Champin (non crédité)
  - Gerry Chiniquy (non crédité)
  - Manuel Perez (non crédité)
- Intervaliste : Lloyd Turner  (non crédité)
- Fonds/disposition : Owen Fitzgerald, Paul Julian (en) et Hawley Pratt (non crédités)
- Société de production : Warner Bros. Cartoons
- Société de distribution : Warner Bros. Pictures
- Pays d'origine :  États-Unis
- Langue de tournage : Français, Anglais américain
- Format : Couleur (Technicolor) — 35 mm — 1,37:1 — Son : Mono
- Genre : Film d'animation, Comédie
- Durée : 7 minutes et 41 secondes
- Dates de sortie :
  - 24 mars 1945 aux États-Unis

## Distribution
Sauf indication contraire, les informations mentionnées dans cette section peuvent être confirmées par la base de données cinématographiques IMDb,  présente dans la section « Liens externes ».
- Mel Blanc : le chat Sylvestre ; le perroquet mâle qui est dans la cage avec Sweetypuss (des inséparables) ; le préposé du télégramme.
- Sara Berner : Sweetypuss le perroquet ; la maîtresse des perroquets.
- Dave Barry (en) : annonceur de la radio.

## À noter
- C'est le dessin animé où se produit officiellement le chat Sylvestre pour la première fois.
- Ce cartoon des Merrie Melodies a été nommé à l'Oscar du meilleur court métrage d'animation en 1946.